# Agrothereutes lanceolatus
Agrothereutes lanceolatus là một loài tò vò trong họ Ichneumonidae.